# Loopy
Loopy egy Miskolcon közismert furryfigura, aki farkasjelmezben járja a várost, hogy felvidítsa az ott lakókat. Nem csak a gyermekek, de a felnőttek is ugyanolyan szívesen fényképezkednek vele, amikor megjelenik valahol. Hol gyalogosan, hol kerékpáron tűnik fel a város különböző pontjain, teljesen véletlenszerűen. Loopy farkas 2016 óta csatangol a miskolci Belváros utcáin. Kilétét homály fedi, csak néhány közeli ismerőse tudja, ki is rejtőzik a farkasjelmez mögött. A városlakók körében igen népszerű.

## Története
Loopy egy hónap alatt saját kezűleg készítette el farkasjelmezét műszőrméből. Nevét a farkas latin nevéből (Canis lupus) vette, tekintettel az angol „loopy” (’lökött, ütődött’) szóra is. 2016. november 26-án, az adventi vásáron jelent meg először farkasként; azóta is járja a város utcáit. Lehet vele fényképezkedni, meghívták már óvodába, idősek klubjába, diákönkormányzati választásra, koncertre és esküvői fotózásra is. Vett már részt a bükki kerékpáros teljesítménytúrán is. Jelenlétével sokszor támogatja a sporteseményeket, a közösségi rendezvényeket és természetesen a gyermekeknek szóló programokat is. 
Időközönként a helyi médiában fel-feltűnik, amiből több-kevesebb személyes információt is megtudhatunk róla.